# Opactwo Altenberg
Opactwo Altenberg (niem. Abtei Altenberg) – dawny klasztor cystersów z kościołem Wniebowzięcia Najświętszej Marii Panny, który znajdował się na terenie obecnej miejscowości Altenberg w Niemczech, w kraju związkowym Nadrenia Północna-Westfalia; założony w XI w., sekularyzowany na początku XIX w. Zachowany dawny kościół klasztorny obecnie pełni funkcje parafialne.

## Historia
Klasztor został założony w pierwszej połowie XI w. przez możnego hrabiego Bergu Adolfa II. Przeznaczył on w tym celu dawną siedzibę rodową – zamek Berg. Znaczny udział w fundacji miał mieć brat hrabiego, Eberhard, który w 1129 wstąpił do cysterskiego klasztoru Morimond. Sam Adolf także przed śmiercią wstąpił do klasztoru i zmarł jako mnich w Altenbergu (później tak samo uczynił jego syn Bruno po ustąpieniu w 1193 z urzędu arcybiskupa Kolonii).
Pierwsi cystersi pod przewodnictwem Bernona przybyli tutaj w 1133. Już wkrótce uznali położenie dawnego zamku wznoszącego się na wzgórzu ponad rzeką Dhünn za niekorzystne i przenieśli się na miejsce bardziej odpowiadające potrzebom zgromadzenia, w dolinie tej rzeki. Wtedy też rozpoczęli budowę klasztoru wraz z kościołem Wniebowzięcia Najświętszej Marii Panny, wówczas w formie romańskiej, trzynawowej bazyliki, poświęconej w 1145. Budowę obecnego, gotyckiego kościoła rozpoczęto po pożarze klasztoru w 1259, a poświęcony został w 1379.
Klasztor cieszył się opieką hrabiów, a następnie książąt Bergu, którzy obdarzali go licznymi nadaniami. Stanowił jednocześnie przez wieki nekropolię tego rodu książęcego (pochowano tu 14 hrabiów i książąt Bergu, ostatnim był Wilhelm II, zmarły w 1511). Otrzymywał też przywileje od papieży i arcybiskupów Kolonii. Rozkwit klasztoru obrazuje fakt, że jeszcze w XII w. zdołał założyć pięć klasztorów filialnych (w tym dwa na terenie Polski: w Łeknie w 1143 i Lądzie w 1144). W końcu tego stulecia tutejsi zakonnicy założyli także w pobliskiej Kolonii Altenberger Hof, który służył organizacji handlu oraz pozwalał uczestniczyć w życiu ekonomicznym metropolii; służył także jako rezydencja hrabiów i książąt Bergu podczas ich pobytu w tym mieście. Od XIII w. opat z Altenbergu sprawował kontrolę także nad licznymi klasztorami żeńskimi zakonu cysterskiego. Klasztor stanowił centrum pielgrzymkowe dzięki relikwiom św. Urszuli i 11 tysięcy dziewic.

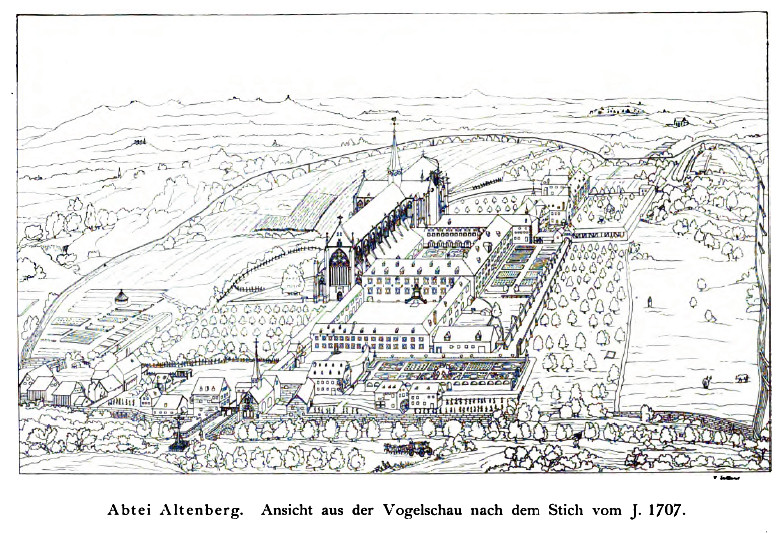
Klasztor w 1707

Kryzys klasztoru nastąpił w XV w.: pojawiły się kłopoty finansowe, nastąpiło rozluźnienie dyscypliny zakonnej. Jednak na przełomie XV i XVI w. przeprowadzono w klasztorze niezbędne reformy, dzięki którym ustabilizowano jego sytuację gospodarczą, przywrócono dyscyplinę i zadbano o właściwe postawy moralne mnichów. Dzięki temu klasztor zdołał przetrwać rychłe pojawienie się reformacji bez szkody. Jednak wojny z końca XVI i w pierwszej połowy XVII w. (wojna o arcybiskupstwo Kolonii w latach 80. XVI w., wojna o niepodległość Niderlandów i wojna trzydziestoletnia) doprowadziły do gospodarczego upadku klasztoru.
W drugiej połowie XVII w. i w XVIII w. opactwo ponownie rozkwitło. Stało się dominującym ośrodkiem cystersów w północnych Niemczech. Zdołało nawet rozwijać zakon cystersów na terenach luterańskiej Dolnej Saksonii. W końcu XVIII w. nastąpił jednak upadek klasztoru. Opat Franz Cramer (1779–1796) za sprawą rozwiązłego trybu życia roztrwonił rezerwy finansowe klasztoru, a w 1801 na mocy pokoju w Lunéville klasztor utracił wszystkie dobra położone na lewym brzegu Renu, zniszczone już wcześniej w toku wojny z Francją. Na fali znoszenia klasztorów zsekularyzowano także klasztor w Altenbergu: 30 listopada 1803 mnisi opuścili klasztor, dzień później podążył za nimi opat.

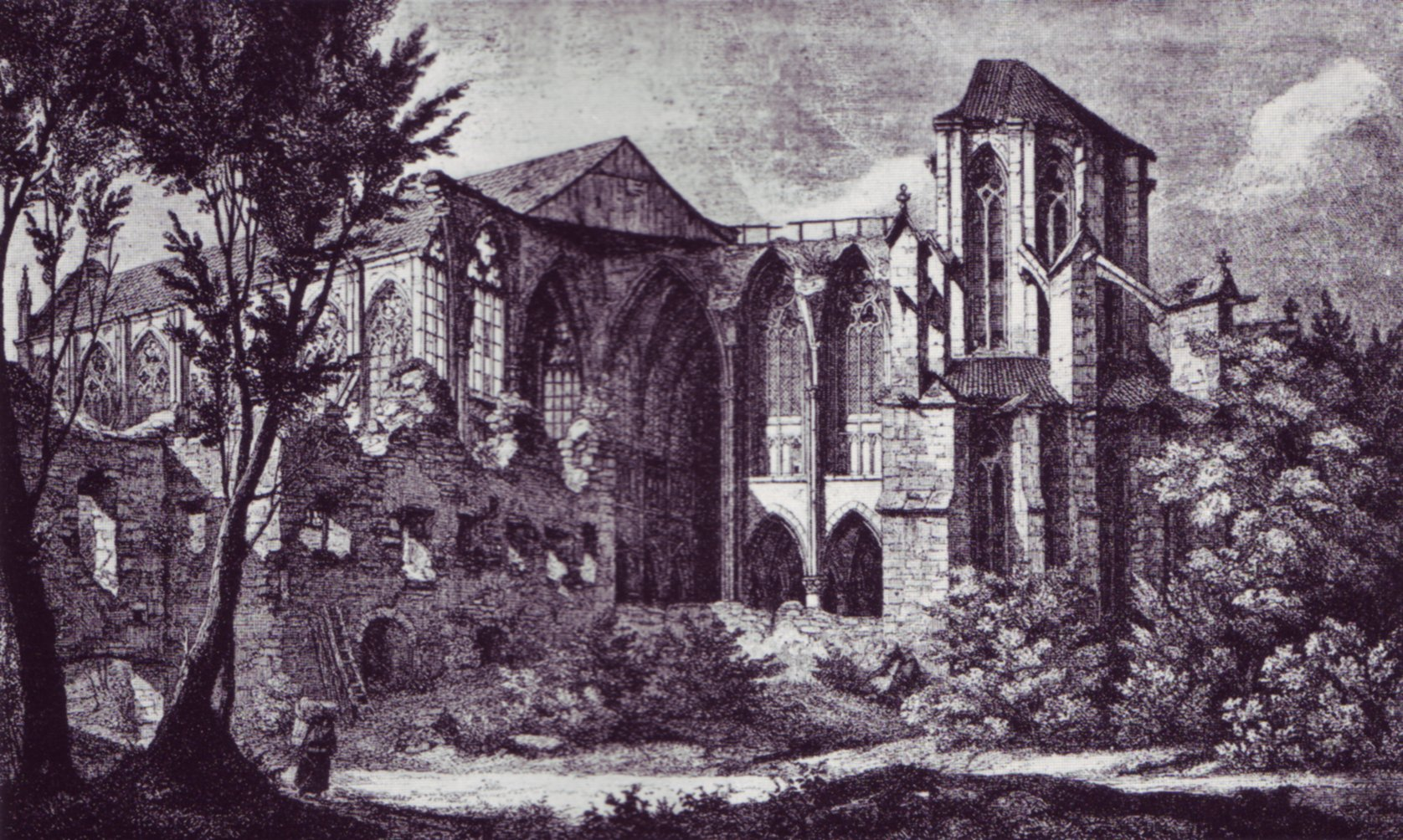
Zrujnowany kościół klasztorny i fragmenty pozostałości budynków klasztornych w 1834

Ruchome wyposażenie klasztoru zostało sprzedane w 1804, a sam klasztor w 1806. Nabywcą nieruchomości został kupiec koloński Johann Heinrich Pleunissen. Pozwolił on sprawować w kościele nabożeństwa. Z czasem w zabudowaniach klasztornych uruchomiono zakład produkcji błękitu pruskiego. Wskutek eksplozji w tym zakładzie w nocy z 6 na 7 listopada 1815 wybuchł pożar, który strawił dawne budynki klasztorne i dach kościoła. W kolejnych latach zabudowania niszczały. W 1834 Franz-Egon von Fürstenberg-Stammheim w celu ratowania budynków przekazał kupioną wcześniej nieruchomość państwu pruskiemu. Król pruski Fryderyk Wilhelm III przekazał znaczną sumę na restaurację kościoła. Kościół na nowo poświęcono w 1847. Od 1857 służy, zgodnie z warunkiem postawionym przez fundatora restauracji, zarówno katolikom, jak i protestantom. Na przełomie XIX i XX w. katolicy odnowili i przejęli w użytkowanie także dawną kaplicę klasztorną św. Marka. W 1915 powołano w Altenbergu parafię katolicką, a w 1950 ewangelicką.